# Municipio de Poplar (Carolina del Norte)
El municipio de Poplar (en inglés: Poplar Township) es un municipio ubicado en el  condado de Mitchell en el estado estadounidense de Carolina del Norte. En el año 2010 tenía una población de 239 habitantes.

## Geografía
El municipio de Poplar se encuentra ubicado en las coordenadas 36°5′16.4″N 82°19′52.48″O / 36.087889, -82.3312444.